# Выборы в Сенат Либерии (2014)
Выборы в Сенат Либерии прошли 20 декабря 2014 года.

## Контекст

### Политика
Выборы первоначально планировалось провести 14 октября 2014 года — в срок, определённый Конституцией, однако их проведение было отменено 9 октября. В конце ноября — начале декабря Верховный суд приостановил предвыборную кампанию и отложил проведение голосования до 16 декабря из-за продолжающейся эпидемии лихорадки Эбола, а позже и вовсе перенёс голосование на 20 декабря, рассмотрев петицию парламентариев. Избирательная кампания началась 20 ноября, но президент Элен Джонсон-Серлиф вместе с Верховным судом запретила проведение любых митингов в течение двух недель до выборов и после них на срок в 30 дней. На тот момент, Либерия вошла в число трёх стран, наиболее пострадавших от лихорадки Эбола, с 3177 смертельными случаями и 7719 подтверждёнными или подозреваемыми случаями болезни. В общей сложности, в Западной Африке заболело 17 200 и погибло более 6100 человек.

### Избирательная система
Парламент Либерии состоит из двух палат: верхней — Сената, и нижней — Палаты представителей. 30 сенаторов избираются по двое в 15 округах. Два кандидата, получившие первое и второе места по количеству голосов, получают место в Сенате. Дополнительные выборы проводятся для заполнения мест, ставших вакантными в период между всеобщими выборами. 15 сенаторов были избраны на всеобщих выборах 2011 года и довыборы ещё 15 мест были назначены на 2014 год.

## Голосование
Голосование в Либерии прошло с 8:00 утра и до 6:00 вечера на 2701 избирательном участке с более чем 24 тысячами работников. Право голоса имели 1,9 миллиона зарегистрированных избирателей. За голосованием следило более 300 международных наблюдателей из 10 организаций, в том числе Экономического сообщества стран Западной Африки, Африканского и Европейского союза. Свои кандидатуры на 15 мест в Сенате выдвинули 139 человек, в том числе бывший футболист Джордж Веа. Всего в выборах приняли участие четырнадцать партий, а также 26 независимых кандидатов. На избирательных участках голосующим измеряли температуру, рекомендовали не здороваться за руки, стоять не ближе чем один метр друг от друга и тщательно мыть руки хлорным раствором до и после голосования. На данные меры было выделено 4700 термометров и 10 тысяч бутылок дезинфицирующего средства. Тем не менее, явка избирателей оказалась низкой, так как многие решили не выходить из дома, в том числе и из-за политической апатии и разочарованности социально-экономическими результатами.
Посещавший Либерию во время голосования генеральный секретарь ООН Пан Ги Мун, призвав избирателей следовать медицинским рекомендациям, «чтобы защитить себя и своих близких», отметил, что «эти выборы дадут Либерии и её народу возможность показать всему миру, насколько далеко она продвинулась».

## Результаты
Явка составила 25,2 %, то есть на участки пришли только 479 936 человек. Свои места в Сенате сохранили Джуэл Тейлор от графства Бонг — бывшая супруга судимого экс-президента Чарльза Тэйлора, признанного в 2012 году Международным уголовным судом виновным по обвинению в военных преступлениях и преступлениях против человечности, а от графства Нимба — бывший лидер повстанцев Принс Джонсон, чьи вооружённые формирования захватили, пытали и убили президента Сэмюэла Доу во время первой гражданской войны в 1990 году. В первый раз сенатором стал обладатель Золотого мяча Джордж Веа от графства Монтсеррадо, получивший 78 % голосов, в то время как его соперник и сын президента Роберт Серлиф — всего 11 %.
| Партия                                                | Голоса  | %     | Места |
| ----------------------------------------------------- | ------- | ----- | ----- |
| Конгресс за демократические перемены                  | 135 897 | 29,78 | 2     |
| Партия свободы                                        | 52 351  | 11,47 | 2     |
| Объединённая партия                                   | 47 123  | 10,33 | 4     |
| Национальная патриотическая партия                    | 27 602  | 6,05  | 1     |
| Партия народного объединения                          | 22 528  | 4,94  | 1     |
| Альтернативный национальный конгресс                  | 18 917  | 4,15  | 1     |
| Альянс за мир и демократию                            | 18 410  | 4,03  | 0     |
| Национальная демократическая коалиция                 | 5726    | 1,25  | 1     |
| Союз либерийских демократов                           | 4092    | 0,90  | 0     |
| Партия преобразования Либерии                         | 3680    | 0,81  | 0     |
| Демократическая партия Либерии                        | 3154    | 0,69  | 0     |
| Движение за прогрессивные перемены                    | 3038    | 0,67  | 0     |
| Национальный союз Либерии                             | 1779    | 0,39  | 0     |
| Партия победы для изменений                           | 1266    | 0,28  | 0     |
| Независимые                                           | 110 707 | 24,26 | 3     |
| Недействительные/пустые бланки                        | 23 666  | -     | -     |
| Всего                                                 | 479 936 | 100   | 15    |
| Зарегистрированные избиратели/явка                    |         | 25,2  | -     |
| Источник: Национальная избирательная комиссия Либерии |         |       |       |